# William David Coolidge
William David Coolidge, född 23 oktober 1873, död 3 februari 1975, var en amerikansk fysiker, kemist och ingenjör.
Coolidge blev filosofie doktor vid Lehigh University 1897, vid universitetet i Leipzig 1899 samt biträdande professor vid Massachusetts Institute of Technology 1904. Han var från 1905 anställd vid General Electric Company i Schenectady, och från 1908 chef för deras försökslaboratorium. Coolidge lyckades uppfinna metoden att framställa böjlig volframtråd, något som kraftigt befrämjade glödlampstekniken. Denna uppfinning ledde 1914 till att han tilldelades Rumfordpriset. Coolidge blev även världsbekant för sin uppfinning av röntgenröret med glödkatod, det så kallade Coolidgeröret, som fick en stor användning, särskilt inom den medicinska radiologin.